# Franz Schlegelberger
Louis Rudolph Franz Schlegelberger (Königsberg, 23 ottobre 1876 – Flensburgo, 14 dicembre 1970) è stato un politico tedesco, Segretario di Stato presso il Ministero della Giustizia del Reich tedesco (RMJ), fu Ministro della Giustizia durante il Terzo Reich. Fu l'imputato di grado più alto al processo ai giudici di Norimberga.

## Biografia

### Primi anni di vita
Nacque in una famiglia di venditori protestanti a Königsberg. Si laureò all'Università di Königsberg (secondo i documenti del suo processo all'Università di Lipsia) nel 1899 conseguendo il titolo di dottore in giurisprudenza. Nel 1901 Schlegelberger superò l'esame di legge statale e divenne assessore del tribunale locale di Königsberg. Nel 1904 divenne giudice presso la Corte di Stato di Ełk. All'inizio di maggio 1908 si recò alla Corte di Stato di Berlino e nello stesso anno fu nominato giudice aggiunto presso la Kammergericht, la Corte d'Appello di Berlino. Nel 1914 fu nominato Kammergerichtsrat, membro del Kammergericht Council, a Berlino dove rimase fino al 1918.
Il 1º aprile 1918 Schlegelberger divenne un associato presso l'Ufficio di giustizia del Reich. Il 1º ottobre dello stesso anno fu nominato membro della Corte Segreta del Governo e del Consiglio Esecutivo. Nel 1927 fu nominato Direttore Ministeriale nel RMJ. Schlegelberger insegnava alla Facoltà di Giurisprudenza dell'Università di Berlino come professore onorario dal 1922. Il 10 ottobre 1931 Schlegelberger fu nominato Segretario di Stato presso il Ministero della Giustizia del Reich sotto il ministro della Giustizia Franz Gürtner, mantenne questo incarico fino alla morte di Gürtner nel 1941. Fu anche nominato membro dell'Accademia di diritto tedesco e fu presidente del suo Comitato per i diritti sull'acqua. Il 30 gennaio 1938 Schlegelberger si unì al partito nazista per ordine di Adolf Hitler.

### Carriera

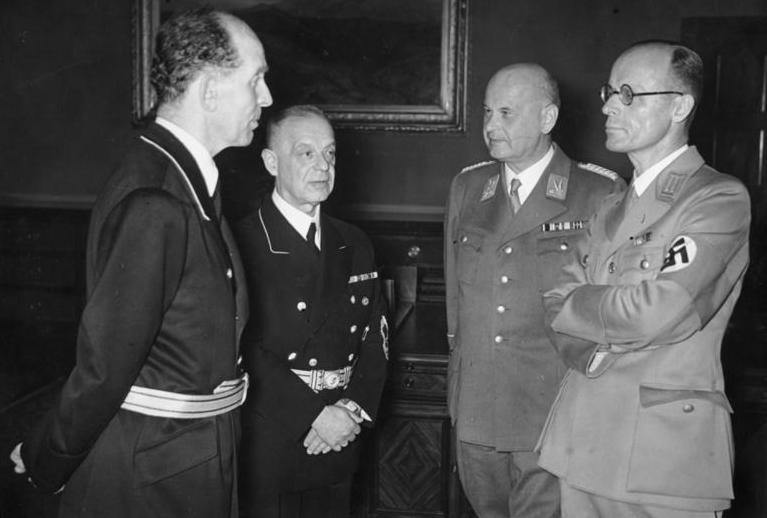
Una riunione di quattro nazisti. Franz Schlegelberger è il secondo da sinistra, all'estrema sinistra c'è Roland Freisler, Otto Thierack è il secondo da destra, e Curt Rothenberger è all'estrema destra.

Tra le molte opere di Schlegelberger ci fu un disegno di legge per l'introduzione di una nuova valuta nazionale che avrebbe dovuto porre fine all'iperinflazione a cui era incline il Reichsmark. Dopo la morte di Franz Gürtner nel 1941, Schlegelberger divenne ministro provvisorio della giustizia del Reich per gli anni 1941 e 1942, seguito poi da Otto Thierack. Durante il suo mandato il numero delle condanne a morte aumentò notevolmente. Fu autore di progetti di legge come la cosiddetta disposizione di diritto penale polacco, Polenstrafrechtsverordnung, in base alla quale i polacchi furono giustiziati per aver rimosso i manifesti tedeschi. L'atteggiamento di Schlegelberger nei confronti del suo lavoro può essere meglio sintetizzato in una lettera al ministro del Reich e capo della Cancelleria del Reich Hans Heinrich Lammers:
Ciao Hitler!

Il tuo

più obbediente

—  Schlegelberger»
In una lettera a Hans Heinrich Lammers del 5 aprile 1942, Schlegelberger suggerì di "risparmiare" alcuni mezzi ebrei e di scegliere tra "evacuazione" o sterilizzazione:
Al suo ritiro dalla posizione il 20 agosto 1942, Hitler diede a Schlegelberger una dotazione di 100000 Reichsmark; nel 1944 Hitler gli permise di acquistare una tenuta con quel denaro, cosa che solo gli esperti agrari poterono esercitare secondo le regole in vigore all'epoca. Questo avrebbe poi pesato contro di lui a Norimberga, poiché dimostrò che Hitler aveva un'alta stima di Schlegelberger.

## Dopo la guerra
Al processo ai giudici di Norimberga, Schlegelberger fu uno dei principali accusati. Fu condannato all'ergastolo per associazione a delinquere finalizzata a perpetrare crimini di guerra e crimini contro l'umanità .
Nella motivazione della sentenza si legge:
—  Norimberga, UMKC.»
Alla fine dei processi Schlegelberger fu condannato all'ergastolo nel 1947, anche se nel 1950 fu rilasciato per incapacità, all'età di 74 anni. Negli anni successivi, percepì una pensione mensile di 2894 DM (in confronto, il reddito mensile medio in Germania a quel tempo era di 535 DM). Schlegelberger visse poi a Flensburgo fino alla sua morte, avvenuta il 14 dicembre 1970.

### Approfondimenti
- Michael Förster, Jurist im Dienst des Unrechts: Leben und Werk des ehemaligen Staatssekretärs im Reichsjustizministerium, Franz Schlegelberger, 1876–1970, Baden-Baden 1995
- Eli Nathans, Franz Schlegelberger, Baden-Baden 1990
- Arne Wulff, Staatssekretär Professor Dr. Dr. h.c. Franz Schlegelberger, 1876–1970, Frankfurt am Main 1991